# Spetsnäbbad skogssångare
Spetsnäbbad skogssångare (Limnothlypis swainsonii) är en fågel i familjen skogssångare inom ordningen tättingar. Den häckar i sydöstra USA och flyttar vintertid till Västindien och Centralamerika.

## Utseende och läte
Spetsnäbbad skogssångare är en 13–14 cm lång medlem av familjen med en unikt kraftig och spetsig, ljus näbb. Den är enfärgad brunaktig ovan med rostfärgad hjässa och ljust citrongul under. I ansiktet syns tydligt mörkt ögonstreck och ett otydligt avgränsat ljusare ögonbrynsstreck. Den klara och starka sången beskrivs i engelsk litteratur som "seew seew see SISTerville", med början likt sydlig piplärksångare och slutet kapuschongskogssångare. Lätet är ett ljust men starkt "chip".

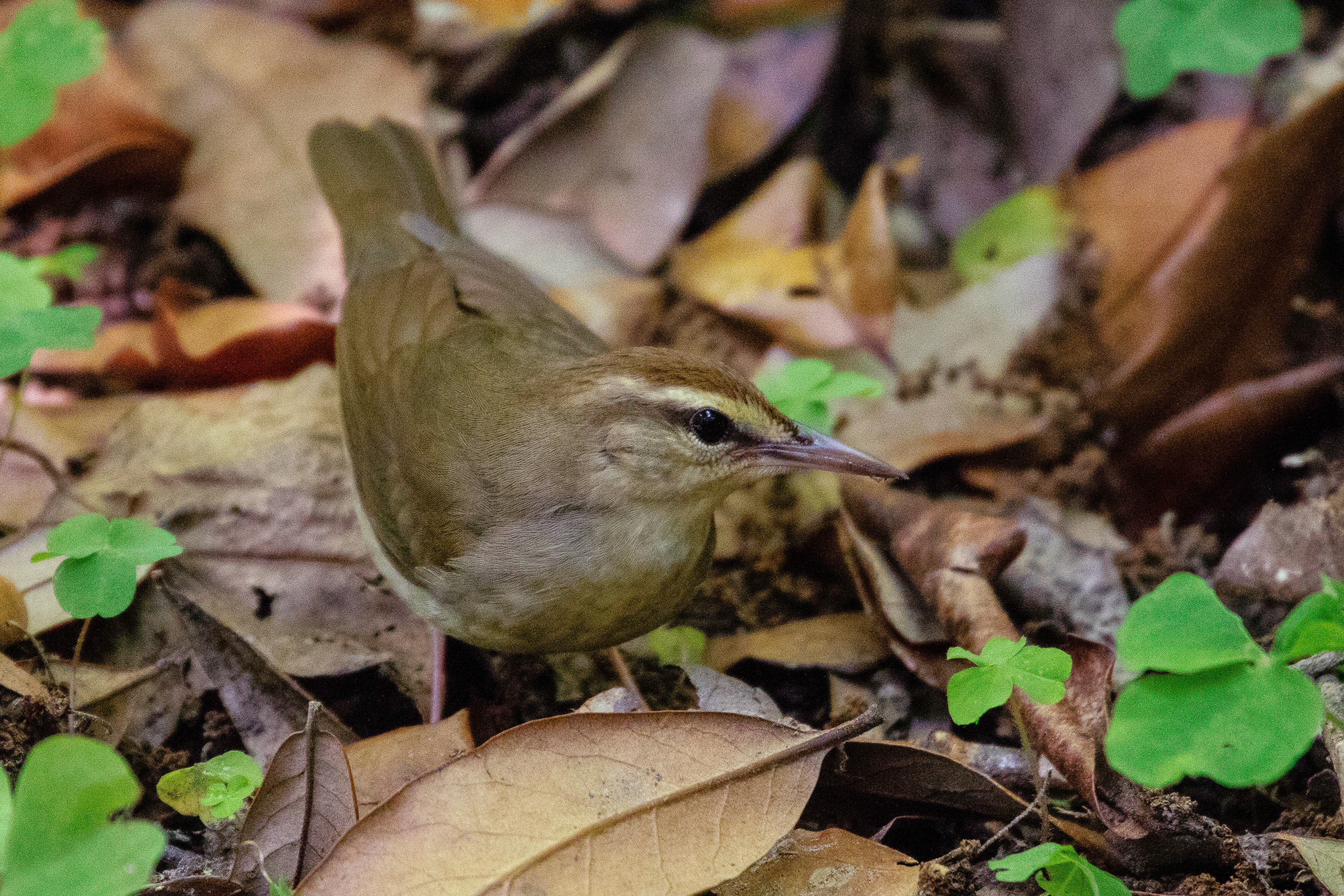
Swainsons skogssångare i Hooks Wood, High Island, Texas.

## Utbredning och systematik
Fågeln häckar i sydöstra USA och övervintrar från sydöstra Mexiko och Belize till Guatemala och Västindien. Den placeras som enda art i släktet Limnothlypis och behandlas som monotypisk, det vill säga att den inte delas in i några underarter. Arten är närmast släkt med svartvit skogssångare (Mniotilta varia), gyllenskogssångaren (Protonotaria citrea) samt arterna i Parkesia och Vermivora.

## Levnadssätt
Spetsnäbbad skogssångare hittas i buskiga områden i låglänta, högväxta lövskogar. Den födosöker på marken i tät undervegetation på jakt efter ryggradslösa djur. Fågeln häckar mellan maj och juli, vid enstaka fall in i början av augusti.

## Status och hot
Arten har ett stort utbredningsområde och en stor population, och tros öka i antal. Utifrån dessa kriterier kategoriserar internationella naturvårdsunionen IUCN arten som livskraftig (LC). Den beskrivs som ovanlig till lokalt ganska vanlig. Beståndet uppskattas till 160 000 vuxna individer.

## Namn
Fågelns vetenskapliga artnamn hedrar William Swainson (1789-1855), engelsk naturforskare, konstnär och samlare. Fram tills nyligen kallades den Swainsons skogssångare även på svenska, men justerades 2022 till ett enklare och mer informativt namn av BirdLife Sveriges taxonomikommitté.